# ネットボール
ネットボール（英：netball）は、主にイギリス連邦の国と地域を中心に競技され、80を超える国と地域で2,000万人を超える競技人口をもつスポーツである。

## 歴史
1891年にアメリカ合衆国で誕生したバスケットボールは1892年にイギリスへ渡り、1895年にバスケットボールのルールを基準に女性向けスポーツとして現在のネットボールの原型となるスポーツが誕生。マダム・オステンバーグズ・カレッジで競技が開始された。その後、イギリス連邦の国と地域を中心に競技人口が増加し1924年にニュージーランドバスケットボール協会（現在のニュージーランドネットボール協会）、1926年に全英ネットボール協会、1927年に全豪女子バスケットボール協会（現在のオーストラリアネットボール協会）、1957年にジャマイカネットボール協会が誕生した。1938年にニュージーランドチームがオーストラリアへ遠征し国際試合を開催。しかし試合規定は地域により異なり、国際基準の試合形式は存在していなかった。
1956年にイングランドチームのオーストラリア遠征を期に国際基準のルール作りが提唱され1960年にイングランド、オーストラリア、ニュージーランド、南アフリカ、西インド諸島、スリランカが集まり国際基準のルール作りの制定と国際連盟の設立を協議し女子バスケットボール・ネットボール国際連盟（現在の国際ネットボール連盟）を設立。また4年ごとに行われるネットボール世界選手権の開催も決定し、1963年に第1回ネットボール世界選手権がイングランドで開催された。その後も競技人口は増加し1985年のワールドゲームズロンドン大会に採用され（1993年まで）、1990年に開催されたコモンウェルスゲームズオークランド大会ではデモンストレーションスポーツとして披露され1998年のコモンウェルスゲームズクアラルンプール大会から正式種目に採用された。国内リーグではネットボール・スーパーリーグ（英国）、サンコープ・スーパーネットボール（豪州）、ANZプレミアシップ（ニュージーランド）が人気である。

## ネットボールの主な特徴
1. 選手ごとの役割りと動ける範囲が決まっている
2. 基本動作はパスとシュートのみ
3. ドリブルは禁止
4. ボールをもつ選手への身体接触は禁止
5. ボールをもつ選手から足元90センチ以上離れる
6. 守備側は攻撃側のボールを遮ることで攻撃に転じる（ボールを遮る際の身体接触は禁止）
7. 競技者の年齢に合わせコートの大きさや試合時間、ボールの大きさ等を柔軟に調整できる

## 選手のポジション
競技者は胸と背に自らのポジションを表記したゼッケンを着用する。ポジション表記は以下の通り。
- GS（ゴールシューター）：ゴールサークルを含む相手側ゴールサード内を自由に動ける選手。シュートが打てる選手であり、チームの点取り屋。正確なシュートが打てる選手が起用される。
- GA（ゴールアタック）：ゴールサークルを含む相手側ゴールサード内とセンターサード内を自由に動ける選手。GSと共にシュートが打てる攻撃的なポジションであり、GSへボールを供給する最終ポジションを担当する。攻撃性に優れた足の速い選手が起用される。
- WA（ウィングアタック）：ゴールサークルを除く相手側ゴールサード内とセンターサード内を自由に動ける選手。攻撃的なポジションを担当し、前線へボールを供給する攻撃の要。正確なパスが回せる選手が起用される。
- C（センター）：ゴールサークル以外のコート内を自由に動ける選手。攻守の要でありチームの司令塔。機敏性に優れた比較的小柄な体形の選手が起用される。
- WD（ウィングディフェンス）：ゴールサークルを除く自陣側ゴールサード内とセンターサード内を自由に動ける選手。守備的ポジションを担当し、相手側の攻撃を封じる能力が求められる。俊敏性に優れた選手が起用される。
- GD（ゴールディフェンス）：ゴールサークルを含む自陣側ゴールサード内とセンターサード内を自由に動ける選手。GKと連動し守備的なポジション全域を担当する選手。俊敏性と跳躍力に優れた選手が起用される。
- GK（ゴールキーパー）：ゴールサークルを含む自陣側ゴールサード内を自由に動ける選手。相手攻撃陣のシュートを防ぐ守備の要。跳躍力に優れた選手が起用される。

## 施設と用具

### コートとポスト

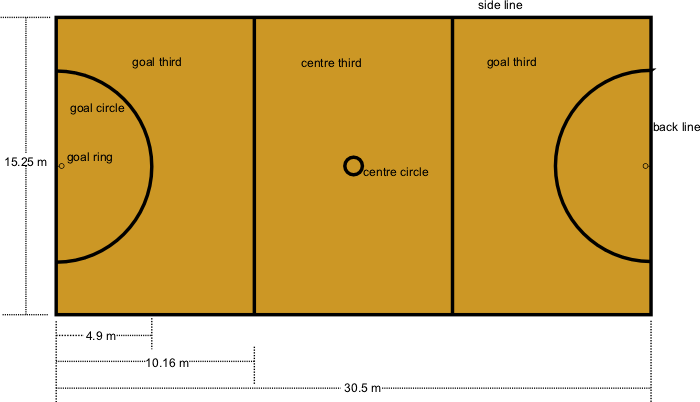
ネットボールのコート

ゴールポストはバスケットボールと異なり、バスケットゴールの後ろ側に板（バックボード）が設置されていないリングのみのゴールを使用する。シュートしたボールがゴールリング内に入ると得点が加算される。
ネットボールコートは屋内、屋外ともに使用可能。バスケットボールコートが使われることもある。サイドラインは横方向に30.5メートル、バックライン縦方向に15.25メートル。コートは3分割され、攻撃側ゴールサード、センターサード、守備側ゴールサードに分けられる。センターサード（中央コート）の真ん中に、直径0.9メートルのセンターサークルを置く。ゴールサークルは半径4.9メートル。ゴールポストの高さは3.05メートル、リング内径は38センチメートル。小児向け規格では成人向け規格よりやや小さな規格を採用している。ライン幅は5センチメートル。ライン上はコート内となる。競技者の年齢に合わせ柔軟に規定変更ができる。

### 用具
使用するボールは専用球のネットボール5号球（小児向けはネットボール4号球）。ネットボールの普及していない地域ではサッカーボールでの代用も可能。ウェア（着衣）は上半身はスポーツシャツまたはTシャツ、下半身はネットボールスカートまたはジョギングパンツ（ランニングパンツ）を着用する。公式試合では競技専用ワンピースを着用する。靴はスポーツシューズまたはジョギングシューズ、専用のネットボールシューズを着用する。選手のポジションを表記した専用ゼッケン（またはビブス）を着用する。長袖シャツ、ロングパンツは試合時には着用しない。公式試合を除けば身近に存在する服装で競技に参加できる。

## ルールと試合の流れ

### チーム構成と審判
1チーム12人編成。コート内で試合に出場できる選手は7人。試合時間内の選手交代に制限はない。選手交代は休憩時間、ハーフタイム、負傷による試合中断時に行われる。公式試合では審判は2名配置されコートを2分割し右半分、左半分をそれぞれの審判が担当する。

### 試合の流れ
センターサークルよりセンター（C）の選手がセンターパスを行い試合が開始される。
すべての選手はボールを保持してからパスまたはシュートを3秒以内に行う（3秒以上のボール保持は反則）。ゴールサークル内からシュートが打てるのはGSとGAの選手のみ。シュートしたボールがゴールリングを通過すると得点となる（1得点）。GS、GA以外の選手、ゴールサークル外からのシュートは無得点となる。ボールがゴールポストにあたりコートに戻った場合は試合続行される。ボールがコート外に出た場合はスローインによる再開される。得点後は得点チームに関わらず、交代制のセンターパスにより試合再開となる。
1クォーター15分を4クォーター、計60分で勝敗を決める。第1クォーター終了後に3分間のクォータータイムをとり、第2クォーター終了後に5分間のハーフタイムをとる。ハーフタイム終了後に第3クォーター、3分間のクォータータイムをとり、第4クォーターを経て総得点数を競う（試合時間は成人向けルールの事例）。なお、ハーフタイムは5分または10分に設定することができるため試合開始前に決定する。

### 主な反則
- オフサイド：ポジション外の選手が他の選手領域へ進入した場合。
- オブスタラクション：ボールをもつ選手の足元90センチ以内に近づき守備をしてはいけない。90センチの間隔は、選手間の足の間をコートで測定し測る（体と体の間隔ではない）。その他、腕を突き出し攻撃を防ぐ行為、ボールを押さえ動かさない行為なども含まれる。
- コンタクト：故意的または偶発的を問わず、相手選手の動きを抑える接触をした行為。
- トスアップ：反則が同時に起きた場合やボールの権利がどちらに移るのか際どい判定の場合、その事態が起きた地点にて審判によりトスアップされたボールを2人の選手が奪い合う。
- ヘルドボール：パスまたはシュートするまでにボールを3秒以上保持した場合。
- ショートパス：第三者が入れない距離での2者間同士のパス。
- オーバー・ア・サード：どの選手にも触れることなく、コートの1/3以上を超えてボールを投げる行為。
- ステッピング：ボールを保持した状態で片方の足がコートに着地した場合、そこからの足の踏み出し、ジャンプ、足を引きずる行為。

## オプション

### インドア・ネットボール
インドア・ネットボールは、室内のみでプレーするネットボールのバリエーションである。プレーエリアは多くの場合、両サイドとその上にネットで囲まれている。ネットはボールがコートから出るのを防ぐので、プレーが速くなり、中断が減る。
インドア・ネットボールにはさまざまな種類がある。アクティブ・ネットボール」と呼ばれる「1チーム7人制ネットボール」では、1チーム7人の選手が、3分間の休憩を挟んで15分ハーフに分かれてプレーする以外は、ほとんどの標準的なルールに従ってプレーする。このバージョンはオーストラリア、ニュージーランド、南アフリカ、イングランドでプレーされている。

### ウォーキング・ネットボール
ウォーキング・ネットボールはネットボールのスローバージョンで、高齢者や体力のないプレーヤーをゲームに引き込むために考案された。ルールでは走ったり跳んだりすることは禁止されているが、ボールを持って1歩余分に歩いたり、3秒ではなく4秒間ボールを保持することは認められている。

### ファスト5
Fast5（当初はFastnetと呼ばれた）とは、ネットボールのバリエーションで、より速く、よりテレビで放送しやすくするためにルールが変更されたものである。ネットボールワールドシリーズは、スポーツの人気を高め、より多くの観客とスポンサーを集めるために、このバリエーションを推進している。試合時間はかなり短く、各クォーターはわずか6分、クォーター間の休憩時間はわずか2分である。試合中、コーチはサイドラインから指示を出すことができ、交代は無制限に認められる。チームに6人の選手がいるネットボールと同様に、攻撃側の選手はペナルティエリアの外から2点ゴールを決めることができる。各チームは、1つの「エンハンスド」ピリオドを個別に指定することができ、そのピリオドでは、そのチームがゴールを決めるごとに2点が加算され、ゴールを決めたチームがセンターパスを出す。

## 世界大会
ネットボール・ワールドカップは4年ごとに開催されている。ワールドゲームズ、コモンウェルスゲームズでも競技種目に採用されている。